# Gunnarsnäs församling
Gunnarsnäs församling var en församling i Karlstads stift och i Melleruds kommun. Församlingen uppgick 2010 i Örs församling.

## Administrativ historik
Församlingen har medeltida ursprung. 
Församlingen var till 1 maj 1927 annexförsamling i pastoratet Ör, Dalskog, Gunnarsnäs, Holm, Skållerud och Järn, som till omkring 1550 även omfattade Mustasäters och Östanå församlingar. Från 1 maj 1927 till 2010 var församlingen annexförsamling i pastoratet Ör, Dalskog och Gunnarsnäs. Församlingen uppgick 2010 i Örs församling.

## Kyrkor
- Gunnarsnäs kyrka